# トゥラロサ盆地
トゥラロサ盆地（トゥラロサぼんち、英：Tularosa Basin、Tularosa Valley）は、アメリカ合衆国ニューメキシコ州南部、リオ・グランデ川の東のベイスン・アンド・レンジ地域にある地溝盆地である。大部分はオテロ郡にある。標高1,194 m（3,917 ft）。

## 解説

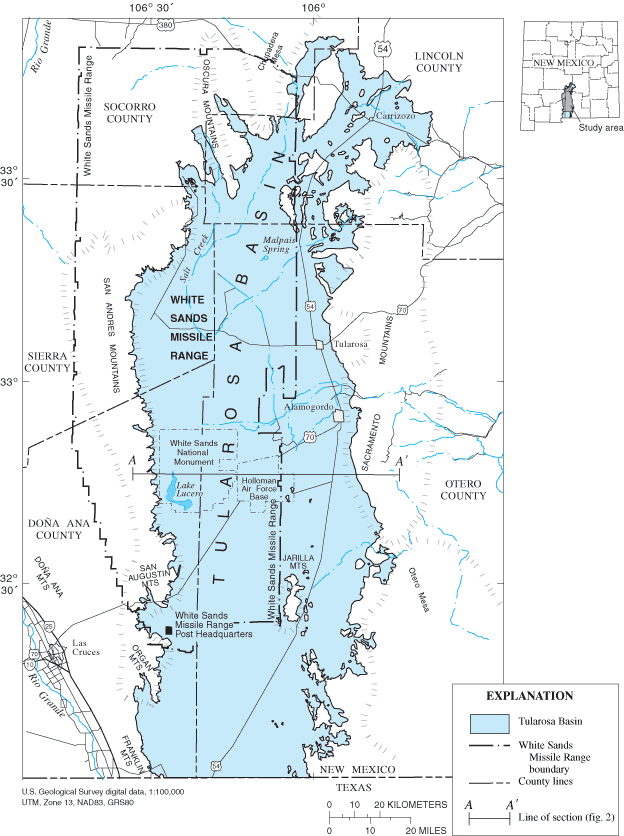
トゥラロサ盆地の地図

トゥラロサ盆地は、コネティカット州より35%広いおよそ6,500 mi2（16,835 km2、日本の岩手県よりやや大きいくらい）の広さがあり、西のサン・アンドレス山脈とオスキュラ山脈、東のサクラメント山脈の間にある。盆地は南北およそ150マイルに広がり、最も広い部分で東西およそ60マイルある。盆地はコロラド高原地塊のわずかな時計回りの地殻変動のためにそこで広がるリオ・グランデ地溝地帯の一部とみなされている。盆地は、北はチュパデラ・メサ、南はフランクリン山脈とフエコ山脈によって閉じられている。盆地には、ホワイトサンズ国定記念物、ホワイトサンズ・ミサイル実験場、トリニティ実験場とカリゾゾ溶岩流といった顕著で特徴的な場所がある。トゥラロサ小川 (Tularosa Creek) は、トゥラロサの村のちょうど北をトゥラロサ盆地に西に流れ込む。カトロン郡にあるトゥラロサ川 (Tularosa River) と混同しないよう注意する必要がある。
水文学的に、トゥラロサ盆地は、流入河川が外部へ流れ出ない閉じた盆地である。最終的に蒸発もせず、地面に浸透もしなかった河川は、プラヤに溜まり、多雨期にプラヤ湖を形成する。盆地のプラヤ湖で最大のものは、ホワイトサンズ国定記念物の南西の端にあるルセロ湖であり、ルセロ湖の北方には、ホワイトサンズに石膏の砂を提供しているアルカリ平原が広がっている。

## 歴史
スペイン人がトゥラロサ盆地にやって来たとき、彼らは盆地の東側面で比較的青々とした草原を育てた湧き水と小さな流れがサクラメント山脈から来ているのを発見した。スペイン人によって羊の牧畜と資源の採掘が試みられる一方で、この地域はアメリカ合衆国がフォート・スタントンで軍隊を駐留させた1850年代まで確固たるアパッチの支配下にあった。アメリカの軍隊の保護のもとで、最初の恒久的な和解は1862年に確立された。そのとき、およそ50人のヒスパニック系農民はリオ・グランデ谷からトゥラロサへ移った。南北戦争の間、アパッチを制御する努力はいくぶん弱まり、本格的な白系アメリカ人の移民は、テキサス州からの移民と牧畜家が盆地へ移動し始めた1870年代後半まで始まらなかった。
トゥラロサ盆地の大草原は、雨の多かった1880年代には家畜の大群を養うことができた。白系アメリカ人がそこで初めて牛を追い始めたころ、一部では草の丈は馬の肩と同じくらいの高さにもなった。あるカウボーイは1889年に85,000頭の家畜が盆地に集められたと振り返ったが、それが「この土地には非常に重荷であった」とも語った。次の年は猛烈な干ばつであり、牧草地は75年以上の間多くの場所で続けた過度な放牧と浸食の結果から立ち直ることはなかった。1945年に牛の放牧が実質的に終わったホワイトサンズ・ミサイル実験場でさえ、1890年から1945年の期間の広く行われた過度な放牧の影響を至る所でまだ見ることができる。例えば、歴史上肥沃な大草原であったと知られている多くの地域は、現在、クレオソート・ブッシュ（Creosote bush、北アメリカ西部の砂漠地帯に生息する黄色い花を咲かせる低木）が優位を占める砂漠浄化地域として描かれることがある。
地表水だけでは牛の群れを養うことができなかったため、牧場主達は地下水に目を付けたが、容易に入手できる塩気のない水は盆地の地中から枯渇し、塩分を多く含む水だけが残った。地下水を地表に用いることは、更なる塩分を溶かした水を地下水に運ぶこととなった。これが地下水の塩分濃度を上昇させ、これまでの水利用の状況をさらに続けるならば、地下水中の塩分濃度を大幅に下げる必要があると2000年までに認められた。トゥラロサ盆地国立脱塩研究施設 (Tularosa Basin National Desalination Research Facility) が、アメリカ連邦開墾局 (United States Bureau of Reclamation) とサンディア国立研究所の共同プロジェクトとして、2004年にアラモゴードで設立された。それは、内陸の盆地で典型的に見つかる塩分の多い地下水の脱塩することを研究するための国家施設である。

## 生態系
盆地の閉じた環境のため、いくつかの独特の生態系が発達した。トゥラロサ盆地だけで発生した種はかなりの数がある。これらは、メダカの一種であるホワイトサンズ・パプフィッシュ (White Sands pupfish) とシマリスの一種であるオスキュラ・マウンテンズ・チップマンク (Oscura Mountains Chipmunk) を含む。